# Абдуллахи, Сиди Мохаммед ульд Шейх
Сиди Мохамед ульд Шейх Абдаллахи (араб. سيدى محمد ولد الشيخ عبد الله‎; 1938, Алег, Бракна, Французская Западная Африка — 22 ноября 2020) — президент Мавритании с 19 апреля 2007 по 6 августа 2008 года.

## Биография
Получил образование в Сенегале и Франции. С 1971 по 1978 годы — министр, в том числе министр экономики, в правительстве Моктара ульд Дадды. В том числе он способствовал введению угии в качестве национальной валюты. После свержения Дадды в июле 1978 года Абдаллахи был в заключении до 1979 года. В 1982—1985 годах работал в Кувейте советником Кувейтского фонда арабского экономического сотрудничества. В 1986—1987 годах — министр гидравлики и энергетики, затем рыболовства и морской экономики, затем снова арестован по обвинению в коррупции. В 1989—2003 годах работал в Нигере в том же фонде консультантом.
В 2006 году Абдуллахи выставил свою независимую кандидатуру на президентских выборах после военного переворота. Он рассматривался как кандидат Военного совета за справедливость и демократию под руководством Эли ульд Мохамеда Валля, но победил во втором туре благодаря поддержке выбывших кандидатов.
В качестве президента Абдуллахи встретился с руководителями негроидных мавританских повстанцев. Он создал партию АДИЛЬ. Борьба с дефицитом бюджета велась путём сокращения зарплат чиновникам, и даже самому президенту, а также увеличением объёмов экспорта нефти.
В августе 2008 года Абдуллахи уволил начальника президентской гвардии Мохаммеда Абдулазиза, что привело к расколу в правящей партии и военному перевороту, в результате которого Абдуллахи был свергнут.